# فادو

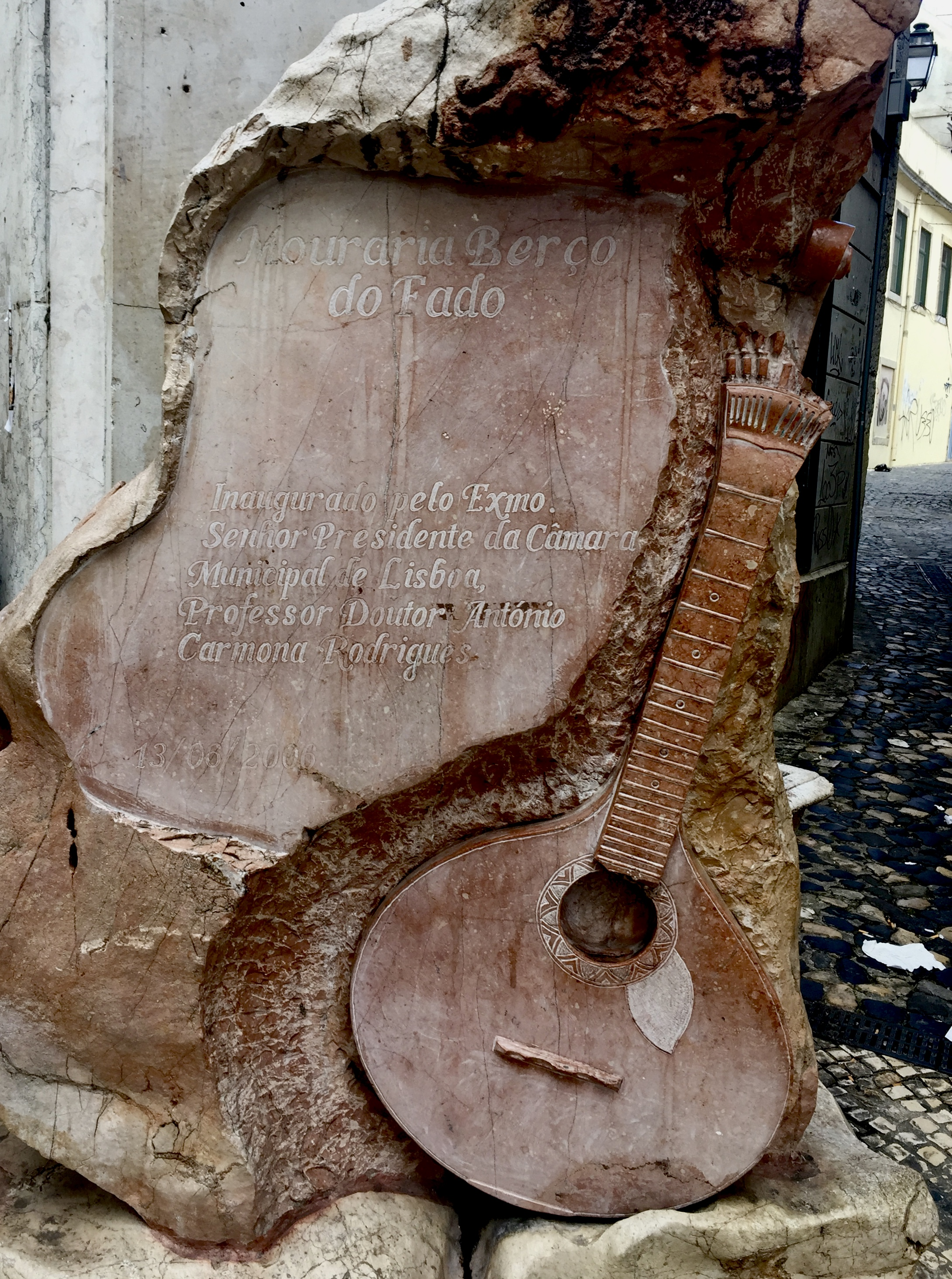
نصب تذكاري مكرس لموسيقى الفادو في حي المورارية الذي ظل المورسكيون (المسلمون) يسكنونه بعد سقوط لشبونة في أيادي الكاثوليكيين وهو الحي الذي أشنئت موسيقى الفادو فيه كذلك

فَادُو (بالبرتغالية: fado القدر، النصيب) هو شكل موسيقي يرجع ظهوره لأوائل القرن التاسع عشر في البرتغال. تتميز موسيقى فادو بالألحان والكلمات الحزينة، وهي غالبا ما تتحدث عن البحر والفقر، لكن هذا لا يعني أن الفادو لا تتكلم عن مواضيع أخرى.
ترتبط الكلمة غالبا بالكلمة البرتغالية سَوْدَادِ (saudade) والتي تعني الحنين.
يرى الخبراء أن موسيقى فادو هي مزيج من موسيقى الزنوج الأفارقة مع ألحان برتغالية، وتأثير عربي. هناك نوعان من موسيقى فادو الأولى فادو لشبونة والآخر فادو قلمرية، ويعتبر فادو لشبونه هو الأكثر شعبية، كما أن التصفيق هو الطريقة التي يتم فيها تحية فادو لشبونة، أما فادو قلمرية فإن النحنحة هي الطريقة التي يتم بها تحية موسيقى فادو.